# Relazioni istituzionali
Le relazioni istituzionali sono quelle attività di relazione e rappresentanza, svolte da persone fisiche dipendenti o agenzie specializzate per conto di società o associazioni economiche o no-profit private nei confronti di organi politici ed amministrazioni pubbliche, nazionali o internazionali..
Si considerano analogamente relazioni istituzionali quelle compiute attraverso propri funzionari o consulenti esterni da parte di enti pubblici (economici, funzionali e territoriali) nei confronti di altre istituzioni, (solitamente sovraordinate) sia interne che internazionali.

## Modalità ed etica
La relazione istituzionale, che si specifica rispetto ad una ordinaria "relazione pubblica" (Pubbliche relazioni), si svolge attraverso contatti formali ed informali, diretti o indiretti, con i decisori pubblici, mediante la presentazione di proposte, richieste, suggerimenti, studi, ricerche, analisi e qualsiasi altra iniziativa o comunicazione orale e scritta trasmessa anche per via elettronica , intesa in ogni caso a perseguire interessi leciti propri o di terzi in uno specifico iter di decisionalità pubblica.
I contatti debbono avvenire nel rispetto delle leggi che regolano tale attività e dei codici etici (codice etico) che disciplinano i comportamenti delle parti coinvolte in tale rapporto. 
La partecipazione informata in cui si concretizza tale relazione deve essere svolta in modo professionale, con senso della legalità, intrinseca onestà, riservatezza, trasparenza.
Un'azione di pressione in cui fossero posti in gioco interessi privati in contrasto con quelli generali della comunità, dell'ambiente e dell'economia di mercato non sarebbe compatibile con i principi dell'ordinamento, quindi eticamente riprovevole e sostanzialmente illegale.

## Nell'ordinamento italiano
Le relazioni istituzionali sono ammesse in Italia in base all'art.50 della Costituzione e ad altri numerosi principi che prevedono il diritto all'informazione ed alla partecipazione democratica (partecipazione politica) dei cittadini singoli o associati nei processi decisionali pubblici (democrazia deliberativa). Negli statuti regionali più aggiornati, possiamo trovare disposizioni specifiche attinenti al diritto di informazione e partecipazione di cittadini ed organismi intermedi ai processi legislativi e deliberativi degli organi istituzionali locali. In tre regioni italiane esiste una normativa contenente una disciplina basica delle relazioni istituzionali.

## Relazioni istituzionali e democrazia
La libera ed articolata rappresentanza degli interessi presso le sedi istituzionali e le relazioni pubblico-privato che ne scaturiscono presuppongono la permanenza di un sistema democratico  aperto e pluralista, con soggetti ed associazioni multiple, volontarie, concorrenti, non ordinate in gerarchia e non differenziate e privilegiate in base a criteri funzionali.
I gruppi economico-sociali che interloquiscono con l'apparato pubblico si dovranno presentare "semplicemente" come fenomeni attinenti alla libertà di associazione e all'autonomia privata, con esclusione della possibilità che vi siano a favore di alcuni di essi riserve o monopoli riconosciuti nella rappresentanza di alcune categorie di interessi.
Queste organizzazioni non potranno concretizzarsi in espressioni consociative di parentela politica rispetto ai partiti, né godere di speciali privilegi o essere portatrici di deleghe o licenze pubbliche, tantomeno dovrebbero essere create, sovvenzionate o in qualsiasi modo dirette dal corpo politico.
In realtà la diffusione delle relazioni istituzionali ed il loro "peso" procede inevitabilmente con lo sviluppo qualitativo e quantitativo della presenza dei gruppi nel sistema politico ed economico, come risultante sia della diversificazione dei bisogni e degli interessi, sia dell'ampliamento dei diritti di associazione, espressione, partecipazione e sussidiarietà.
In un modello di governance pubblica (politiche di governance) attualizzato in senso democratico, quando la decisione venga presa liberamente, nell'interesse generale e con una imparziale comparazione degli aspetti in gioco, si renderà necessaria ad ogni livello una preventiva informazione sugli stessi ai soggetti potenzialmente interessati, in modo da consentire la praticabiltà dello spazio pubblico, la tempestiva manifestazione delle specifiche posizioni ed una adeguata rappresentazione delle eventuali differenti istanze.
Questo quadro può essere anche definito “il gioco delle influenze”, rispetto al quale, per garanzia democratica, restano innanzitutto rilevanti le modalità di informazione pubblica e le condizioni di accesso alle sedi decisionali.
Il dibattito libero, equilibrato, equidistante e trasparente tra poteri costituiti e contropoteri sociali ed economici è una delle condizioni essenziali affinché venga a formarsi una decisionalità pubblica (legislazione, amministrazione, prassi) operativa ed efficace, in un mercato economico libero ed aperto e in un ordine compiutamente democratico.
(Jean-Jacques Rousseau)
(Alexis de Tocqueville)